# Rdeči hrast
Rdeči hrast (znanstveno ime Quercus rubra) je severnoameriška vrsta hrasta (Quercus), ki je svoje ime dobila po intenzivno rdeči obarvanosti listov v jesenskem času. Vrsta je bila označena kot najmanj ogrožena vrsta. Rdeči hrast se pogosto pojavlja kot okrasno in parkovno drevo, ki je bilo v evropski prostor prineseno že v 17. stoletju.

## Značilnosti

### Izgled
Kot mnoge bukovke (Fagaceae) se tudi rdeči hrast pojavlja v obliki listopadnega drevesa, ki občasno doseže do 30 oziroma 40 metrov višine. Starejši osebki imajo precej razraslo in široko krošnjo, ki je pri mladih posameznikih še stožčaste oblike. Drevesno lubje je temno sive barve, medtem ko so mladi poganjki nekoliko rdečkasti s priložnostnimi svetlimi pikami. Običajno je lubje dokaj gladko.

### Listi
Tudi rdeči hrast ima značilne pernato krpate (do pernato nacepljene) liste hrastov, ki pa jih je moč razlikovati od listov drugih pripadnikov rodu Quercus po koničasto zaključenih listnih krpah. Zareze med sosednjimi listnimi krpami se raztezajo skoraj do polovice listne ploskve. Listi so narobe jajčaste oblike in nameščeni na dolgih rdečih pecljih. Na njihovem dnu ni karakterističnih ušesc, po katerih lahko prepoznamo liste doba (Quercus robur). Mrežasto razvejane listne žile se najprej cepijo od glavne žile, nakar prehajajo v manjše stranske, ki potekajo do konice krp. Ob prehodu v jesenski čas se hrastovi listi obarvajo rdeče; sama intenzivna rdečina pa je rdečemu hrasta dala njegovo ime. 

### Cvetovi in plodovi
Moški cvetovi so mačičasti in viseči, medtem ko so ženski nameščeni pokončno in na končnih predelih vej. Hraste prepoznamo po plodovih, ki nosijo ime želod. Ti so pri rdečem hrastu kratkopecljati in veličine 2,5 centimetra. Želodova kapica (skledica) je razmeroma plitva.

## Pojavljanje
Rdeči hrast ima na Rdečem seznamu IUCN status globalno najmanj ogrožene vrste. Vrsta je severnoameriški avtohtoni listavec, ki se pojavlja v vzhodnih predelih Severne Amerike. Drevo naravno raste v osrednjih in vzhodnih Združenih državah Amerike in jugovzhodni ter južni Kanadi. V 17. stoletju so popotniki drevo prinesli tudi v Evropo, kjer ga danes pogosto vidimo kot okrasno in parkovno drevo, priljubljeno predvsem zaradi karminasto rdečih jesensko obarvanih listov.

## Galerija
- Zaradi karminasto in cinobrasto rdečih jesenskih listov je rdeči hrast priljubljeno okrasno drevo.
- Drevo lahko doseže tudi do 40 metrov.
- Lubje je temno sive barve.
- Mladi poganjki so nekoliko rdečkasti.
- Pernato krpati listi imajo prepoznavne koničasto zaključene krpe.
- Mačičasti moški cvetovi so viseči.
- Ženski cvetovi so nameščeni pokončno in se nahajajo na koncih vej.
- Želodi rdečega hrasta so kratkopecljati in imajo plitvo kapico.